# Steven Berkoff
Steven Berkoff, właśc. Leslie Steven Berks (ur. 3 sierpnia 1937 w Londynie) – brytyjski aktor, okazjonalnie scenarzysta i reżyser pochodzenia  żydowskiego, którego przodkowie przybyli z Rosji i z  Rumunii. Jest patronem Nightingale Theatre w Brighton.

## Życiorys

### Wczesne lata
Urodził się w Stepney, w dystrykcie londyńskiej dzielnicy East End, jako syn Pauline (z domu Hyman) i Alfreda (Berkovitcha) Berksów. Jego ojciec był krawcem. Uczęszczał do Raine's Foundation Grammar School (1948–1950) i Hackney Downs School. Trenował aktorstwo w Webber Douglas Academy of Dramatic Art w Londynie (1958) oraz w L’École Internationale de Théâtre Jacques Lecoq Paryżu (1965) pod kierunkiem Jacques’a Lecoqa.

### Kariera
W czerwcu i lipcu 1962 występował z Repertory Company na scenie Her Majesty’s Theatre w Barrow-in-Furness. W 1968 roku założył grupę teatralną w Londynie, a jego idolem był Laurence Olivier. Grał w sztukach Franza Kafki: Przemiana (1969) i Proces (1971).
Wystąpił w filmach hollywoodzkich: w Rambo II (1985) George’a Pana Cosmatosa wcielił się w postać sadystycznego podpułkownika Podovsky’ego, torturującego Johna Rambo, bohatera kreowanego przez Sylvestra Stallone; pojawił się w roli generała Orlova w filmie Johna Glena Ośmiorniczka (1983), na ekranie towarzysząc Rogerowi Moore’owi; w komedii sensacyjnej Gliniarz z Beverly Hills (1984) zagrał u boku Eddiego Murphy’ego, wcielając się w postać Victora Maitlanda. Pamiętną w karierze Berkoffa pozostaje rola Adolfa Hitlera w miniserialu ABC Wojna i pamięć (1988). Do 2009 wystąpił łącznie w blisko stu filmach.
Od 7 lipca do 8 sierpnia 1998 na deskach Theatre Royal Haymarket grał w napisanym przez siebie monodramie Shakespeare's Villains.
21 sierpnia 1976 ożenił się z Shelley Lee. Jednak doszło do rozwodu. Związał się z Clarą Fisher, z którą zamieszkał we wschodnim Londynie.

## Filmografia
- 1961: Konga jako student na wycieczce polowej
- 1971: Mikołaj i Aleksandra jako Pankratow
- 1971: Mechaniczna pomarańcza jako detektyw Tom
- 1975: Zawód: Reporter jako Stephen
- 1975: Barry Lyndon jako lord Ludd
- 1977: Joseph Andrews jako Greasy Fellow
- 1981: Odległy ląd jako Sagan
- 1983: Ośmiorniczka jako generał Orłow
- 1984: Gliniarz z Beverly Hills jako Victor Maitland
- 1985: Rambo II jako Podpułkownik Podovsky
- 1985: Rewolucja jako sierżant Jones
- 1986: Absolutni debiutanci jako fanatyk
- 1988: Wojna i pamięć jako Adolf Hitler
- 1993: Flynn jako Klaus Reicher
- 1998: Legionista jako sierżant Steinkampf
- 2004: Głowa w chmurach jako Charles Bessé
- 2006: Skrzydlaty Szkot jako Ernst Hagemann
- 2006: Połowiczny rozpad Timofieja Bierezina jako Starkow
- 2008: Zarżnięci żywcem jako Arnie
- 2009: Ved verdens ende jako Jack Pudowski
- 2010: Turysta jako Reginald Shaw
- 2011: Dziewczyna z tatuażem jako Dirch Frode
- 2013: Red 2 jako Cobb
- 2022: Narodziny mistrza jako Walter